# 페체토토리네세
페체토토리네세(이탈리아어: Pecetto Torinese)는 이탈리아 피에몬테주의 토리노 광역시에 있는 코무네로, 토리노에서 남동쪽으로 약 7km(4mi) 정도 떨어져 있다.
페체토토리네세는 토리노, 피노토리네세, 키에리, 몬칼리에리, 캄비아노 및 트로파렐로와 접해 있다.
페체토토리네세는 체리 생산지로 유명하다.